# Medizinisches Versorgungszentrum

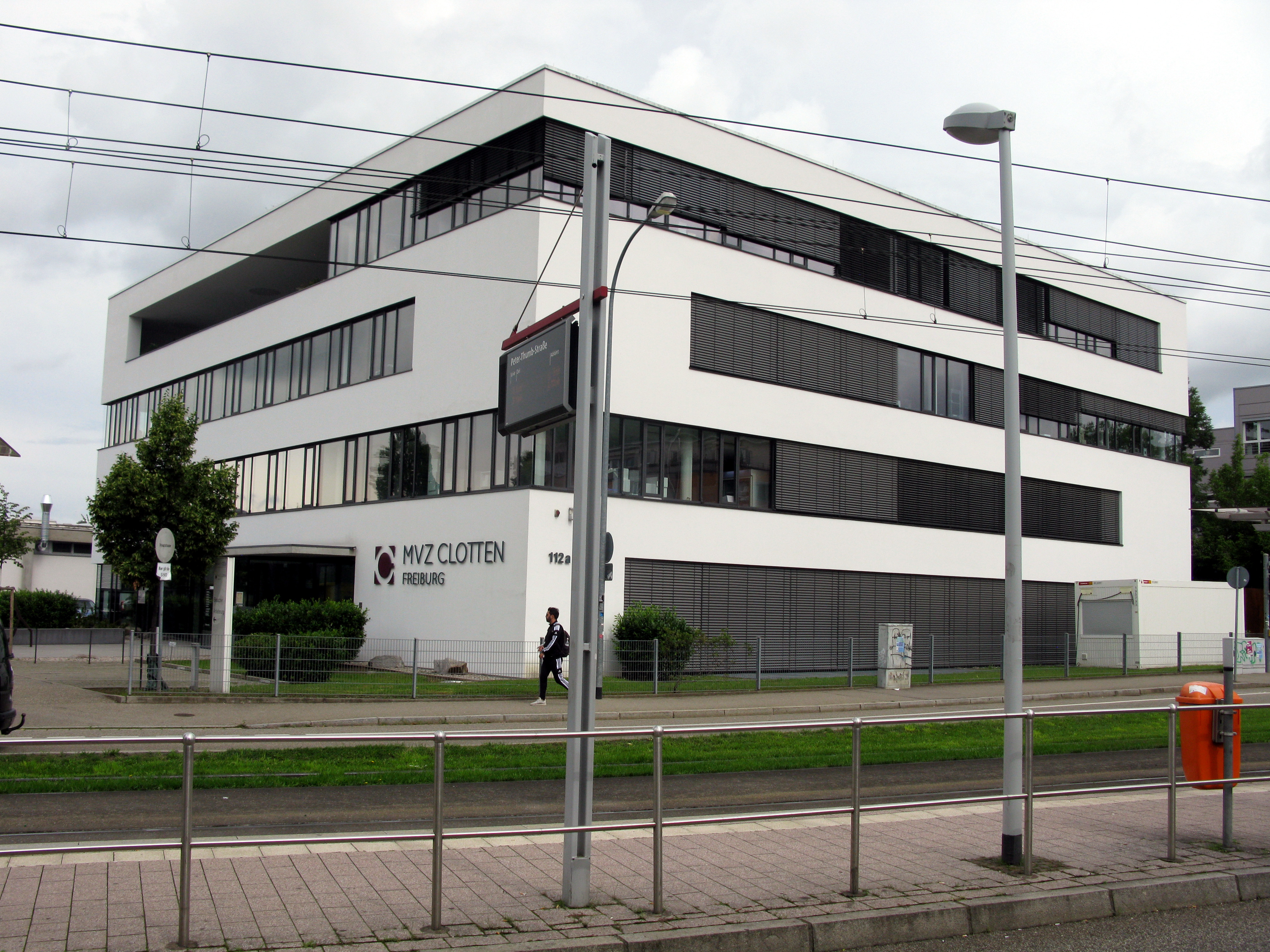
Medizinisches Versorgungszentrum für Labormedizin in Freiburg im Breisgau

Ein medizinisches Versorgungszentrum (MVZ) ist eine vom deutschen Gesetzgeber mit dem GKV-Modernisierungsgesetz vom 14. November 2003 eingeführte Einrichtung zur ambulanten medizinischen Versorgung.

## Hintergrund
Ziel der Gesundheitsreform 2003 war, die Beiträge zur gesetzlichen Krankenversicherung und damit die Lohnnebenkosten dauerhaft zu senken. Seit 2004 können danach neben niedergelassenen Vertragsärzten in Einzelpraxen oder Praxisgemeinschaften auch medizinische Versorgungszentren (MVZ) an der vertragsärztlichen bzw. vertragspsychotherapeutischen (kassenärztlichen) Versorgung teilnehmen. Das Gesetz zielte zunächst nicht auf den Krankenhausbereich ab, bewirkte jedoch, dass Krankenhäusern verstärkt die Möglichkeit geboten wurde, ambulante Behandlungen durchzuführen.
In Medizinischen Versorgungszentren können beliebig viele zugelassene Ärzte oder Psychotherapeuten im Angestelltenverhältnis arbeiten, was in den herkömmlichen Praxen nur sehr eingeschränkt erlaubt ist. MVZ können fachübergreifend Fachärzte unterschiedlicher Richtungen und psychologische Psychotherapeuten beschäftigen oder nur aus Ärzten einer Fachrichtung bzw. nur aus Psychotherapeuten bestehen.
Das Ziel liegt in der Kosteneinsparung (gemeinsamen Nutzung von Ressourcen, wie z. B. Medizintechnik, Räume, Personal), enger Zusammenarbeit mehrerer Fachrichtungen mit kurzen Wegen sowie in der Entlastung der Mediziner von verwaltungstechnischen Aufgaben.
Das Konzept der MVZ weist Gemeinsamkeiten mit den Polikliniken der DDR auf. In der DDR waren Haus- und Fachärzte fast ausschließlich in den Polikliniken tätig. Diese Polikliniken wurden im Zuge der Wiedervereinigung Deutschlands nahezu vollständig abgeschafft. Nur Einrichtungen nach § 311 SGB V a. F. (Dispensaire-Einrichtungen) hatten unter Umständen Bestandsschutz. Die baulichen Gegebenheiten heutiger medizinischer Versorgungszentren sind im Unterschied zu den Polikliniken der DDR nur selten klinikähnlich.

## Rechtsgrundlage
Die Rechtsgrundlage bildet § 95 des Fünften Buches Sozialgesetzbuch (SGB V). Gesellschafter eines MVZ können im Regelfall nur die nachfolgend genannten Gründungsberechtigten sein. Für die „ärztliche Leitung“ des MVZ gelten grundsätzlich die Vorschriften des Krankenhausrechts. Dabei braucht der Leiter kein Mitglied der Kassenärztlichen Vereinigung (KV) oder Vertragsarzt zu sein. Für die Patienten hat ein medizinisches Versorgungszentrum Ähnlichkeiten mit einer Gemeinschaftspraxis mit dem Unterschied, dass kein direkter Behandlungsvertrag mit dem behandelnden Arzt, sondern mit dem MVZ entsteht.

## Gründung und Zulassung

### Gründung

#### Aktuelle Rechtslage
Medizinische Versorgungszentren (MVZ) können nur von zugelassenen Ärzten und Krankenhäusern, von Erbringern nichtärztlicher Dialyseleistungen, von gemeinnützigen Trägern, die an der medizinischen Versorgung der gesetzlichen Krankenversicherung (GKV) aufgrund von Zulassung, Ermächtigung oder Vertrag teilnehmen, oder von Kommunen gegründet werden. Bei MVZ-Neugründungen sind Personengesellschaften, eingetragene Genossenschaften (e.G.), Gesellschaften mit beschränkter Haftung (GmbH) und öffentlich-rechtliche Rechtsformen erlaubt.
Durch das am 11. Mai 2019 in Kraft getretene Terminservice- und Versorgungsgesetz ist die Gründungsbefugnis von Krankenhäusern für zahnärztliche MVZs (Z-MVZ) künftig von der Wahrung bestimmter Versorgungsanteile abhängig, die durch die von einem Krankenhaus gegründeten beziehungsweise betriebenen MVZs nur noch maximal erreicht werden dürfen. Diese Anteile richten sich prozentual gestaffelt nach dem Versorgungsgrad des jeweiligen Planungsbereiches.

#### Entwicklung der Rechtslage
Bis zum 31. Dezember 2011 konnte ein MVZ auch noch von jedem nach dem SGB V zugelassenen Leistungserbringer (neben Ärzten und Psychotherapeuten auch Apotheker, Krankenhäuser, Vorsorge- und Rehabilitationseinrichtungen sowie Heil- und Hilfsmittelerbringer) gegründet werden, der aufgrund von Ermächtigung, Zulassung oder Vertrag an der medizinischen Versorgung gesetzlich versicherter Patienten teilnahm. Nicht zugelassen waren Privatkrankenanstalten, pharmazeutische Unternehmer, Krankenkassen oder deren Verbände, Kassen(zahn)ärztliche Vereinigungen, Krankenhausgesellschaften, Träger von Managementgesellschaften, Zahntechniker, et cetera. Einzelheiten dazu waren unter anderem im Vertragsarztrechtsänderungsgesetz festgelegt. Ferner war eine Gründung mit allen zulässigen Organisationsformen erlaubt. In der Praxis führte dies dazu, dass MVZ immer häufiger von Investoren gegründet wurden, die als Kapitalgeber, zum Beispiel durch den Kauf eines Pflegedienstes, die Voraussetzungen zur Gründung eines MVZ erfüllten. Um der Gefahr zu begegnen, dass medizinische Entscheidungen von Kapitalinteressen beeinflusst werden, wurde mit dem am 1. Januar 2012 in Kraft getretenen GKV-Versorgungsstrukturgesetz geregelt, dass zur Gründung eines MVZ nur noch Vertragsärzte, Krankenhäuser, bestimmte Erbringer nichtärztlicher Dialyseleistungen sowie bestimmte gemeinnützige Trägerorganisationen berechtigt sind. Mit dem GKV-Versorgungsstärkungsgesetz, das am 23. Juli 2015 in Kraft getreten ist, wurden die gesetzlichen Rahmenbedingungen für die Gründung eines MVZ erneut geändert. Seitdem können auch arztgruppengleiche MVZ gegründet werden. Das bedeutet, dass auch reine Hausarzt-MVZ sowie spezialisierte facharztgruppengleiche MVZ möglich sind. Darüber hinaus wurde auch den Kommunen die Möglichkeit eingeräumt, MVZ zu gründen. Von 2015 bis zu einem Urteil des Bundessozialgerichts vom 15. Mai 2019 (Az. B 6 KA 5/18 R) konnten sich MVZs auch ohne Nennung eines Arztes um einen Vertragsarztsitz bewerben (Konzeptbewerbung) und brauchten so erst nach Erhalt des Sitzes einen entsprechenden Arzt zu suchen.

### Zulassung
Die Zulassung erfolgt über den Zulassungsausschuss bei der Kassenärztlichen Vereinigung (KV) für den Ort der Niederlassung als Arzt oder den Ort der Betriebsstätte. Die Krankenkassen können mit MVZ im Rahmen der integrierten Versorgung auch Direktverträge abschließen.
Voraussetzungen für die Zulassung sind:
- Mindestens zwei vertragsärztliche halbe Zulassungen.
- Vorlage eines Gesellschaftsvertrags und Benennung eines ärztlichen oder psychotherapeutischen Leiters. Der ärztliche Leiter ist in medizinischen Angelegenheiten keinerlei Weisungen unterworfen. Die ärztliche Leitung muss nicht mit Geschäftsführungsbefugnissen ausgestattet sein. Rein psychotherapeutische MVZ können auch von einem Psychologen geleitet werden.[1]
- Übernahme einer Bürgschaft durch alle Gesellschafter (Gründer) für die Forderungen der zuständigen Kassenärztlichen Vereinigung für das MVZ (für Neugründungen seit dem Jahr 2007).[10]

Die Gründungsfähigkeit der Gesellschafter ist auch während des MVZ-Betriebs sicherzustellen. Ansonsten droht der Entzug der Zulassung durch den Zulassungsausschuss.

## Abrechnung
Die Quartalsabrechnung eines MVZ läuft gegenüber der Kassenärztlichen Vereinigung (KV) ähnlich einer fachübergreifenden Gemeinschaftspraxis ab. Das MVZ führt die Abrechnung gegenüber der KV durch. Das Vertragsverhältnis besteht hier also zwischen MVZ und KV. In der privatärztlichen Abrechnung stellt das MVZ die Forderung (Rechnung) direkt an den Patienten, da der private Behandlungsvertrag zwischen Patient und MVZ besteht. Im Haftungsfall erfolgt die Herantretung von Patient und Kostenträgern direkt an das MVZ, ähnlich wie bei Krankenhäusern.

## Steuerliche Besonderheiten

### Gründung
Die Besteuerung in der Gründungsphase ist zum einen abhängig von der gewählten Rechtsform als auch von der Vorgehensweise der Gründung. Bei einer Umwandlung einer fachübergreifenden Gemeinschaftspraxis in der Rechtsform einer Gesellschaft bürgerlichen Rechts (GbR, auch BGB-Gesellschaft genannt) in eine MVZ-GbR bestehen steuerlich keine Besonderheiten, da die steuerliche Mitunternehmerschaft (unter geänderten arztrechtlichen Bedingungen) fortgeführt wird.
Wenn Ärzte ihre Praxen bzw. ihre Anteile am Betriebsvermögen von Gemeinschaftspraxen bei der Gründung bzw. Erweiterung einer MVZ-GbR einbringen, kann dies unter bestimmten Voraussetzungen gemäß § 24 des Umwandlungssteuergesetzes (UmwStG) steuerneutral ohne Aufdeckung von stillen Reserven geschehen. Neben der Buchwertfortführung ist u. a. zwingende Voraussetzung, dass ein Betrieb, Teilbetrieb oder ein Mitunternehmeranteil mit den wesentlichen Betriebsgrundlagen in die MVZ-GbR eingebracht wird.
Sofern eine MVZ-Kapitalgesellschaft (ausschließlich GmbH) durch Einbringung einer Praxis bzw. eines Anteils einer Gemeinschaftspraxis gegen Gewährung von Gesellschaftsrechten entsteht, ist § 20 UmwStG anwendbar. Auch hier ist unter bestimmten Voraussetzungen der Buchwertansatz möglich. Zu beachten ist jedoch, dass der Einbringende, sofern er seinen Gewinn bis dato nach § 4 Abs. 3 EStG ermittelt hat, eine Einbringungsbilanz erstellen muss und damit zur Gewinnermittlung nach § 4 Abs. 1 EStG unter Aufdeckung eines Übergangsgewinns übergehen muss. Des Weiteren gehen bei Buchwertfortführung die stillen Reserven undifferenziert von der Person des Einbringenden auf alle Gesellschafter über. Dies kann im Ergebnis dazu führen, dass latente Steuerbelastungen von einem auf den anderen Gesellschafter zu Lasten von dessen Vermögen übergehen. Sofern § 20 UmwStG anwendbar ist, stellen bei Buchwertfortführung die gewährten Anteile an der Kapitalgesellschaft sogenannte „sperrfristbehaftete (früher einbringungsgeborene)“ Anteile dar. Bei einer Veräußerung dieser Anteile innerhalb von sieben Jahren nach Einbringung tritt eine spezielle Besteuerung des Veräußerungsgewinns nach § 22 UmwStG ein.

### Laufende Besteuerung
Für die Rechtsformwahl aus steuerlicher Sicht ist die steuerliche Gesamtbelastung entscheidend.
Die Gesellschafter einer Personengesellschaft erzielen Einkünfte aus selbständiger Arbeit. Jeder Gesellschafter hat seinen Gewinnanteil direkt zu versteuern. Sofern es sich um eine gewerbliche Personengesellschaft handelt, liegen gewerbliche Einkünfte vor. Bei gewerblichen Einkünften ist die Personengesellschaft gewerbesteuerpflichtig, die Gewerbesteuer wird jedoch bei den Gesellschaftern auf ihre Einkommensteuer angerechnet.
Bei Kapitalgesellschaften entsteht auf Ebene der Gesellschaft Körperschaftsteuer und Gewerbesteuer auf den steuerlichen Gewinn. Sofern die Gesellschafter bei der Kapitalgesellschaft im Anstellungsverhältnis stehen, stellen die Gehaltszahlungen gewinnmindernde Betriebsausgaben dar. Auf Ebene der Gesellschafter ist auf die Gehaltszahlungen Einkommensteuer zu entrichten. Ausschüttungen der Gesellschaft werden im Rahmen der Abgeltungsteuer mit derzeit 25 % zzgl. Solidaritätszuschlag und ggf. Kirchensteuer pauschal besteuert.

## Entwicklung
Zum 31. März 2010 gab es 1.503 MVZ mit 7.526 Ärzten, davon 6.206 angestellt. Zum 30. September 2011 waren 1.750 MVZ mit 9.571 Vertragsärzten, davon 8.257 Ärzte in einem Anstellungsverhältnis in Betrieb. Zum 31. Dezember 2011 gab es 1.814 MVZ mit 10.020 Ärzten, davon 8.662 angestellt. Ende 2015 hat sich der Bestand auf 2.156 MVZ ausgeweitet, die 12.976 angestellte und 1.341 freiberufliche Ärzte beschäftigen. Ende 2018 war die Zahl der Einrichtungen dann auf knapp 3200 gewachsen. In diesen waren beinahe 20.000 Ärzte beschäftigt, davon 92 Prozent in einem Angestelltenverhältnis. Zum Stichtag 31. Dezember 2022 waren 4.574 MVZ zugelassen, was einer 10-prozentigen Steigerung zum Vorjahr entspricht (2023:4.179). Die Gesamtzahl der angestellten Ärzte und Psychotherapeuten betrug zum Jahreswechsel 22/23 26.434.
Es fällt auf, dass der Anteil der angestellten Ärzte gestiegen ist, während der Anteil der freiberuflich Tätigen eher stagniert. Einen überproportionalen Anteil an MVZ gibt es in Berlin.
MVZ werden regelmäßig über das Zi-MVZ-Panel vom Zentralinstitut für die Kassenärztliche Versorgung in Deutschland befragt und die Ergebnisse veröffentlicht.

## Vorteile
Wird eine Zulassung durch einen Vertragsarzt eingebracht, so verbleibt sie auch dann noch beim MVZ, wenn der Arzt als Gesellschafter ausscheidet.
Außerdem erhoffen sich Praxisinhaber von der Gründung eines MVZ Vorteile bei der Nachfolgeplanung und der Sicherung des Betriebsübergangs auf den Nachfolger. So kann der Praxisinhaber eines MVZ wechseln, ohne dass sich der Name des Unternehmens ändert. Weiterhin profitieren die Einzelpraxen innerhalb eines MVZ von Kostenvorteilen infolge der Zusammenlegung von Organisationsstrukturen. Darüber hinaus können sich die einzelnen Praxen auf kürzestem Weg gegenseitig Patienten schicken und so den Umsatz steigern.
Im Gegensatz zu herkömmlichen Formen ist es dem MVZ erlaubt, eine Kooperation mit nicht-ärztlichen Gesundheitsberufen einzugehen. Nicht zuletzt lassen sich mit MVZs flexible Arbeitszeitmodelle umsetzen. Anders als etwa in einer Berufsausübungsgemeinschaft, kann ein Arzt im MVZ auf seine Zulassung verzichten und sich anstellen lassen. (Siehe hierzu auch: Vereinbarkeit von Familie und Beruf im Gesundheitswesen.)

## Kritik

### Direkte Nachteile für Patienten
Als direkte Nachteile der MVZs für die Patienten sind Anfang des Jahres 2025 u. a. festzustellen:
- Wenn Fach- und Hausärzte in einem MVZ tätig sind so beinhaltet das für Patienten gewisse Unterschiede gegenüber freiberuflich selbständig tätigen Ärzten. So ist naturgemäß u. a. die Arzt-Patientenbindung bei Behandlungen durch Mitarbeitende von MVZs geringer, da mittlerweile durchschnittlich mehr als sechs Ärzte bzw. Psychotherapeuten in einem deutschen MVZ tätig sind.[21]
- Die Wissenschaftlichen Dienste des Deutschen Bundestages wiesen im Jahr 2015 auf folgende öffentliche Kritikpunkte an MVZs hin: „MVZ stehen immer wieder in der öffentlichen Kritik, insbesondere aus der Ärzteschaft, was angesichts der zunehmenden Konkurrenz im ambulanten Sektor kaum verwundern kann. Dabei wird hauptsächlich kritisiert, dass das ‚Eindringen‘ von Managementgesellschaften, privaten Klinik-Trägern und Krankenhäusern in den ambulanten Versorgungsmarkt die freie Arztwahl der Patienten einschränke, die Freiberuflichkeit der ärztlichen Tätigkeit gefährde und niedergelassene Facharztpraxen verdränge.“ Das wurde damals dort auf Basis von Daten aus dem Jahr 2011 (2.821 MVZ vs. 88.722 zugelassene Praxen) verneint und den MVZs lediglich ein Nischendasein zugeordnet.[22] Diese damalige Beurteilung ist anhand neuerer Daten allerdings obsolet: Zum einen hat sich innerhalb von zehn Jahren ab dem Jahr 2012 die Anzahl der zugelassenen MVZ mehr als verdoppelt (2012: 1.938 MVZs und Ende 2021: 4.574 MVZs, somit eine Zunahme um 136 Prozent)[23] und des Weiteren sind MVZs dabei bevorzugt in wenigen Fachbereichen und dort dann in einem sehr deutlichen Umfang angesiedelt.[23]

### Nachteilige Versorgungsstrukturveränderungen
MVZs fördern einen Verdrängungswettbewerb hin zu regionalen und lokalen monopolistischen Strukturen in der ambulanten Krankenversorgung. Der Präsident der Bundeszahnärztekammer, Peter Engel, warnte 2018 davor, dass immer mehr Zahnmedizinische Versorgungszentren in die Hand von versorgungsfremden Kapitalinvestoren gelangen. „Grundpfeiler unserer freien Berufsausübung sind Weisungsunabhängigkeit, ethische Verpflichtung und Gemeinwohlauftrag. Das sind für diese Investoren Fremdwörter – was für sie zählt, ist die Gewinnmaximierung und die höchstmögliche Verzinsung des Kapitals. Davor müssen unsere Patienten geschützt werden.“ Laut Wolfgang Eßer, dem Vorsitzenden des Vorstandes der Kassenzahnärztlichen Bundesvereinigung, würden Zahnarzt-MVZ von Finanzinvestoren vor allem in Großstädten und Ballungsgebieten eingerichtet, also in der Regel in einkommensstarken Regionen. Es entstünden Ketten mit Filialen in verschiedenen Städten. Das führe zu einer Unterversorgung in ländlichen und strukturschwachen Gebieten und gefährde die Sicherstellung der flächendeckenden und wohnortnahen Versorgung und das Recht auf freie Arztwahl der Patienten. Als Investoren treten hierbei Krankenhäuser auf, die teilweise zuvor von internationalen Investoren aufgekauft wurden.
Als Facharztrichtungen, die mit Stand Anfang der 2020er Jahre bereits besonders intensiv von derartigen nachteiligen Versorgungsstrukturveränderungen betroffen sind, lassen sich u. a.
- die im Jahr 2020 sehr ausführlich[26] dazu untersuchte Zahnmedizin inklusive Kieferchirurgie und
- die Augenheilkunde gemäß Feststellungen seitens der Dt. Ophthalmologische Gesellschaft (DOG)[27]

feststellen.
Laut einem Bericht der ARD-Tagesschau vom Dezember 2024 beklagt beispielsweise die Brandenburger Landesärztekammer, dass Private-Equity-Firmen einzelne Praxen aufkaufen und diese zu größeren Einheiten ausbauen, um sie anschließend mit größtmöglichem Gewinn zu betreiben. Es bestehe die Gefahr, heißt es, dass Patientinnen und Patienten nicht die bestmögliche, sondern die am besten vergütete oder gar überflüssige Behandlungen erhalten. „Dies geht tendenziell zu Lasten der bereits unter Druck stehenden ambulanten Versorgung in ländlichen Gegenden“, so deren Präsident Frank-Ullrich Schulz.

## Rechtsprechung
Nach einer Entscheidung des Europäischen Gerichtshofs (EuGH) vom 19. Dezember 2024 darf ein Mitgliedstaat die Beteiligung reiner Finanzinvestoren am Kapital einer Rechtsanwaltsgesellschaft verbieten und damit auch die Niederlassungsfreiheit beschränken. Begründet wurde dies grob damit, dass Rechtsanwälte ihren Beruf unabhängig und unter Beachtung ihrer Berufs- und Standespflichten ausüben können müssen. Die Einschränkung des freien Kapitalverkehrs sei insofern ebenfalls gerechtfertigt. Auch wenn der EuGH nicht explizit darauf eingegangen ist, so wird sich die Entscheidung zu den Rechtsanwaltskanzleien sehr wahrscheinlich auf den Umgang mit Fremdinvestoren im (zahn-)ärztlichen Bereich auswirken.